# Tinca
Tinca (maďarsky Tenke) je rumunská obec v župě Bihor. Žije zde přibližně 7 400 obyvatel. Obec se skládá z pěti vesnic.

## Části obce
- Tinca – 4 708 obyvatel
- Belfir – 440 obyvatel
- Girișu Negru – 617 obyvatel
- Gurbediu – 1 107 obyvatel
- Râpa – 557 obyvatel